# Историография
Историогра́фия (др.-греч. ἱστορίογραφία; ἱστορία — рассказ о прошлом + γράφω — пишу) — в узком смысле слова совокупность исследований в области истории, посвящённых определённой теме либо исторической эпохе (например, историография эпохи Крестовых походов), или же совокупность исторических работ, обладающих внутренним единством в идеологическом, языковом или национальном отношении (например, марксистская, англоязычная или французская историография).
В более широком смысле историография — специальная историческая дисциплина, изучающая историю исторических наук. Историография проверяет, насколько верно применяется научный метод при написании исторической работы, акцентируя внимание на авторе, его источниках, отделении фактов от интерпретации, а также на стилистике, авторских пристрастиях и на том, для какой аудитории написана та или иная историческая работа.
Историография начинается в Греции с Гекатея и Геродота. Геродот объяснял, почему он взял на себя труд написать свою «Историю»: чтобы память о подвигах людей не потерялась в глубине веков. Он хотел сохранить память о деяниях, совершённых греками и варварами. Мотивы творчества других историков античности будут иными. Фукидид, к примеру, стремился показать вечную борьбу за власть, по его мнению, являющуюся характерной чертой человеческой натуры; Полибий утверждал, что вся история мира имеет конечной и высшей точкой своего развития Римскую империю, он писал свои книги, считая что опыт, добытый при изучении истории, является лучшим руководителем в жизни; Тит Ливий искал в истории «модели для нас и нашей страны».
С XIX века историография начинает играть очень важную роль. В западной культуре стали прилагаться большие усилия по историографическому анамнезу. Историография старалась обнаружить, «пробудить» и восстановить прошлое наиболее экзотических, хронологически и географически отдалённых обществ, а также предысторию Ближнего Востока и культуру «диких» народов, находящихся на пороге исчезновения. Не менее важно то, что историография становится важнейшим источником формирования исторической памяти европейских народов, инструментом «конструирования наций».

## История исторической науки
Во второй половине II тысячелетия, то есть в конце бронзового века, в Месопотамии текстов становится больше, они обращаются к отдалённому прошлому, передают детали, затрагивают многие темы. В царских летописях Мурсили II (первая половина XIV века до н. э.) на хеттском языке (например, «Деяния Суппилулиумы») впервые прошлое становится предметом историографии.

### Древнегреческаяисториография
Самая ранняя из дошедших до нас исторических работ появилась в Древней Греции. Это была «История» Геродота, который позже получил от Цицерона прозвище «отца истории». Геродот только излагал известные ему исторические события, не ставя перед собой задачу установления достоверности изложенных рассказов.
После Геродота по заданному им образцу работало множество историков, которые, как например, Дионисий Галикарнасский, в основном, описывали историю своего города, используя для этого городской архив. Некоторые авторы стоят особняком, например, Гиппий Элидский, составивший список олимпийских игр, и давший тем самым последующим поколениям единую хронологическую основу для датировки описанных событий. Кроме того, некоторые авторы, как Гелланик, сводили исторические труды отдельных авторов в общие исторические хроники, благодаря чему мы получили информацию о содержании многих ныне утраченных античных рукописей. Фукидид, описывая Пелопоннесскую войну, практически не ссылался на волю богов, производя все причины событий из деяний людей, чем стал образцом для последующих историков, придерживающихся рационалистических позиций. Ксенофонт впервые начал писать автобиографию и исследовал не только события, но и характеры людей.
Древнегреческий образец был впоследствии воспринят другими народами. Например, Полибий пытался сблизить греческий и римский взгляды на историю. Берос написал на греческом «Историю Вавилонии», а Евсевий Кесарийский стал первым христианским историком.

### Древнеримскаяисториография
Римляне первыми среди европейских народов начали писать историю по греческому образцу не на греческом, а на родном языке, латыни. Катон Старший был одним из основателей этой традиции, подхваченной затем Цицероном и Цезарем. Среди античных авторов Страбон выделялся соединением истории и географии, Тит Ливий — попыткой из предположения о возможности завоевания Рима Александром Македонским создать «альтернативную историю», Плутарх и Светоний — биографическими сочинениями, Тацит — описанием варварских народов, изображая германцев как благородных дикарей.
См. также Авторы жизнеописаний Августов

### Древнейшая китайскаяисториография
Древнейшими текстами по истории Китая являются книги Шу-Цзин, Чуньцю и Цзо-чжуань. Автором первых двух книг считается Конфуций, а последняя является их комментарием. Первый профессиональный историк Китая, отделивший собственно историю от конфуцианской философии, — Сыма Цянь, автор «Исторических записок» (Ши-цзи). Его сочинение содержит множество биографий как членов императорской династии, так и простых людей.

### Христианская историография
Повышение статуса христианской церкви в Римской империи, начиная с правления Константина I, привело к отделению нарождавшейся новой христианской историографии от древней античной. Если древние авторы записывали устные рассказы об исторических событиях, христианские авторы прежде всего опирались на письменные источники, начиная, разумеется, с Библии. В центре их повествования находились не войны и биографии политиков, а религиозное состояние общества. Первым христианским историком был Евсевий Кесарийский. Христиане видели историю как результат осуществления божественного плана, в котором общество развивается линейно, а не циклически, как это свойственно, например, взглядам китайских историков. Поэтому в своё повествование они обычно включали краткое описание важнейших событий прошлого, после чего переходили к собственно описываемой эпохе.
В Средние века летописание стало популярным занятием монахов и священников. Они писали также об истории Иисуса Христа, церкви и её покровителей, династические истории местных правителей. Как исторический жанр летопись была особенно популярна в раннем Средневековье. Примерами таких летописей являются «История франков» Григория Турского, «Англосаксонские хроники» и «Повесть временных лет».
Традиция написания истории развивалась далее в эпоху Возрождения и претерпела серьёзные изменения в эпоху Просвещения, когда историческая наука приняла в целом современный облик.

#### Византийская историография
В византийской литературе содержится богатый материал для восстановления и объяснения произведений классической древности, пополнения сведений о древних авторах, приведённых позднейшими писателями в отрывках и цитатах. Эта служебная роль, долгое время отводимая специалистами византийской литературе, отрицательно сказывалась на результатах исследований, поскольку лишала их реальной исторической перспективы. Основным следствием этого стало то, что большинство учёных или совсем упускали из виду, или оставляли без надлежащей оценки самостоятельные и оригинальные роды и виды литературы, не отметили процессов развития, периодов подъёма и упадка, вообще таких признаков литературной производительности, которыми свидетельствуется её самостоятельное развитие и отзывчивость к условиям времени и политическим обстоятельствам. Рассмотрение византийской литературы с точки зрения прозы и поэзии обнаруживает кардинальное различие этих родов. К исторической группе следует отнести, помимо историков в собственном смысле, литературу житий, ораторские произведения, письма, сочинения по археологии.

#### Армянская историография
Армянская историография возникла и развивалась с V века, после создания Месропом Маштоцем армянского алфавита. Уже в V столетии были созданы немало чисто исторических трудов по истории Армении и сопредельных стран. Крупнейшие армянские историографы раннего Средневековья: Мовсес Хоренаци, Лазарь Парпеци, Фавстос Бузанд, Егише, Себеос и другие. Труды этих авторов содержат важные сведения по истории как самой Армении, так и соседних государств и регионов. Новый подъём армянской историографии охватывал период X—XIV веков, когда были созданы значительные труды Ованеса Драсханакертци, Степаноса Таронеци, Киракоса Гандзакеци, Вардана Аревелци.

### В СССР
В Советском Союзе изучение истории тесно связывалось с марксистско-ленинской философией и было в значительной степени идеологизировано. Классовой борьбой объяснялось всё, вплоть до сложнейших культурно-исторических явлений. При этом недооценивались эволюционные процессы, происходившие на протяжении столетий и превратившие Россию в одну из крупнейших держав Европы и мира.
Применительно же к самому СССР советская историография 1980-х годов объединялась ключевой идеей того, что в СССР строилось передовое, самое прогрессивное в мире общество, называвшееся социализмом. Социализм закономерно пришел на смену капитализму, пройдя в своем развитии стадии от становления до «советского общенародного государства» и «развитого социализма». Все основные решения власти объявлялись необходимыми (например, коллективизация) или вынужденными (продразверстка), но в любом случае исторически целесообразными. Негативные аспекты советской истории или замалчивались, или получали объяснение в соответствии с логикой классовой борьбы, в соответствии с которой бывшие эксплуататорские классы не могли отдать власть и собственность трудящимся без сопротивления.
См. также Категория:Советская историография.

### В Российской Федерации
По мнению А. Я. Гуревича, освободившись от диктата марксистской идеологии, историческая наука на постсоветском пространстве, как и большинство историков, остались «во власти тех изживших себя принципов и обветшавших познавательных приемов, которые были им внушены в „доброе старое время“».
Существует мнение, что историческая наука в РФ испытывает сильное политическое давление со стороны властей. Так академик РАН историк Ю. С. Пивоваров указывает:

Немного зная ситуацию в современной российской социогуманитарной науке, могу сказать: быть сегодня верным «исторической правде» — это соответствовать очередному указанию из Кремля и по поручению оттуда менять позицию. Диалектика! Главное: угадывать, что от тебя хотят услышать. Назвать 1930-е годы «сталинской модернизацией» — значит, хранить верность «исторической правде», а эпохой тотального террора (например) — попасть в фальсификаторы.